# Marcel Remus

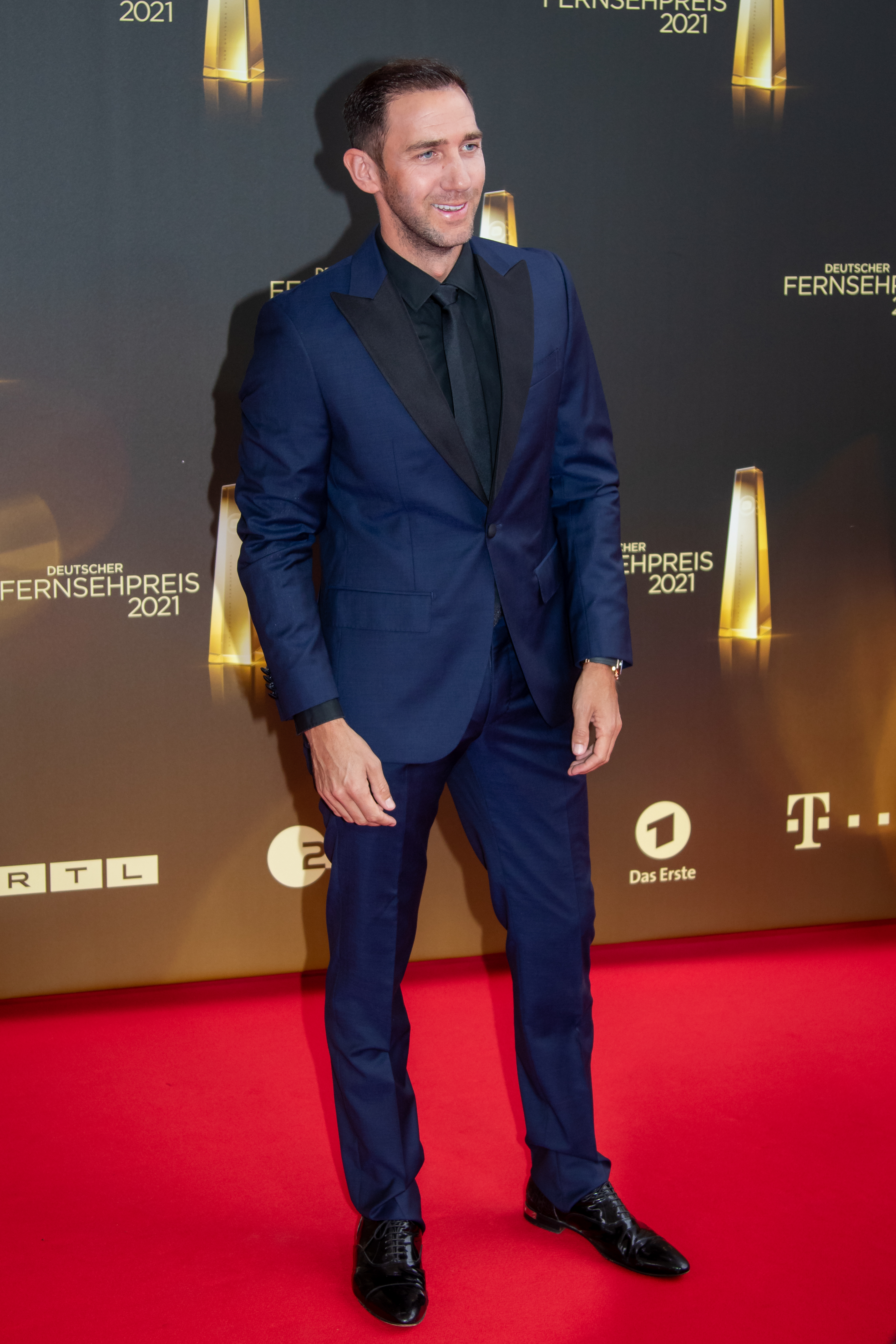
Marcel Remus, 2021

Marcel Remus (* 3. Oktober 1986 in Hamm) ist ein deutscher Unternehmer, Vortragsredner und Autor. Bekanntheit erlangte er insbesondere als Immobilienmakler auf Mallorca durch TV-Formate wie Goodbye Deutschland und Mieten, Kaufen, Wohnen auf VOX.

## Leben und Wirken
Marcel Remus ist der Sohn von Uwe und Silke Remus und wuchs in Bergkamen-Rünthe, in Nordrhein-Westfalen und in Altdorf bei Nürnberg auf, wo er bis zur 10. Klasse das Leibniz-Gymnasium besuchte. Das Jahr 2005 verbrachte er als Austauschschüler in den USA. Anschließend schloss er in Deutschland eine Ausbildung zum Fremdsprachenkorrespondenten in den Sprachen Englisch und Spanisch (Schwerpunkt auf Wirtschaft) ab. 2006 wanderte die Familie nach Mallorca aus, wo sein Vater geschäftlich tätig war. Bald darauf verließ dieser die Familie und ging zurück nach Deutschland.
Neben einem Fernstudium in International Business & Marketing arbeitete Remus in Spanien zunächst noch als Dressurreiter für die Pferdegala Apassionata. Ab 2007 war er für ein Immobilienunternehmen auf Mallorca als Makler tätig. 2009 machte er sich mit der Gründung des Immobilien-Unternehmens „Marcel Remus Real Estate“ in Palma selbständig.

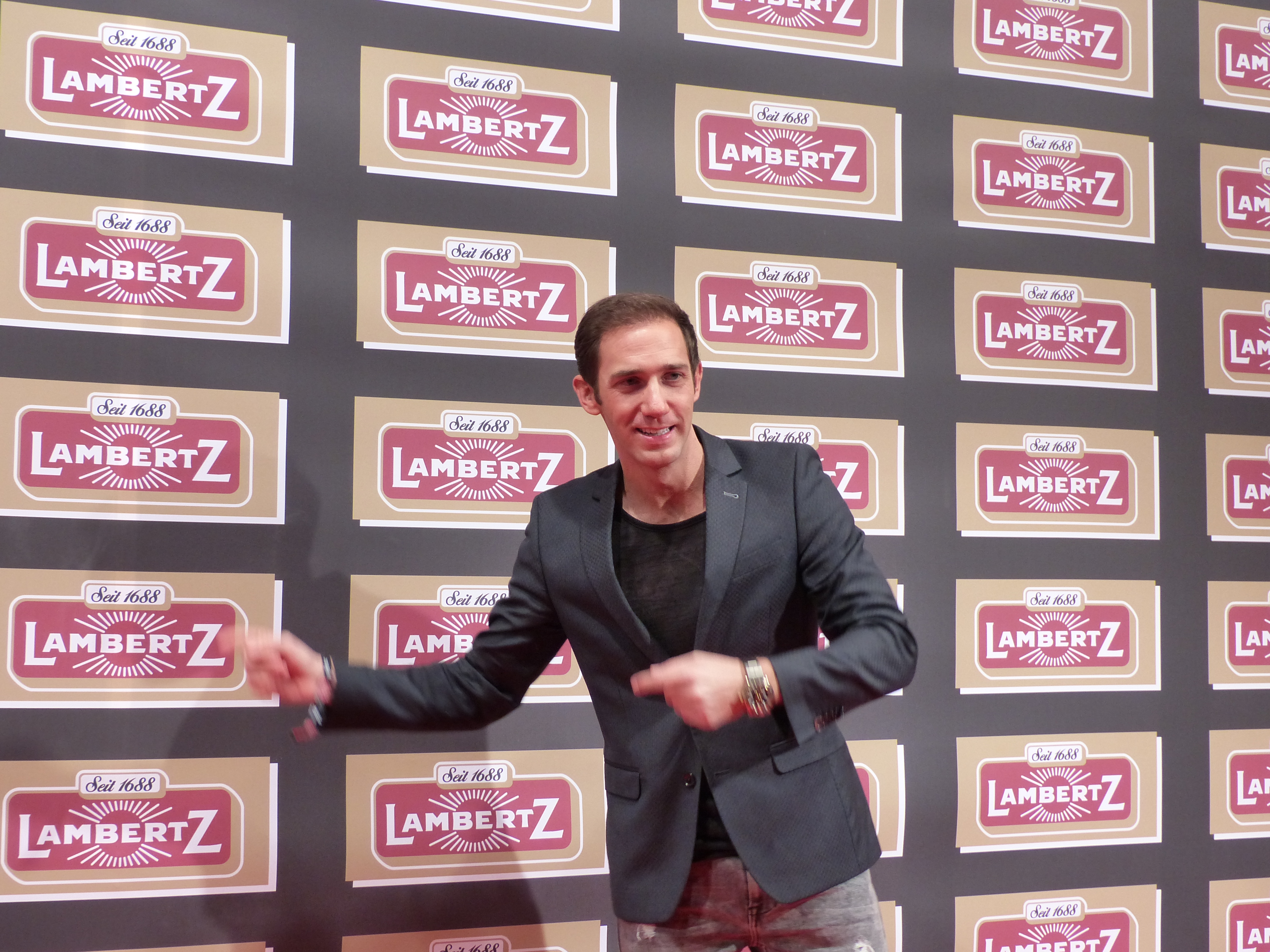
Marcel Remus

Überregional bekannt wurde er u. a. durch die Produktionen des Fernsehsenders VOX mieten, kaufen, wohnen (bis 2014) und Goodbye Deutschland und Ninja Warrior (2018). Außerdem war er in über 30 Folgen des Wissensformats Abenteuer Leben auf Kabel eins zu sehen.
Seit 2009 gibt Remus das jährlich erscheinende Magazin „MR-Lifestyle“ heraus. Außerdem gründete er sein eigenes Modelabel. Seit 2014 ist Remus Gastgeber der „Remus Lifestyle Night“ auf Mallorca, an der u. a. Hollywoodstars wie Marcia Cross, Andie MacDowell und Elle Macpherson teilnahmen. Seit 2019 vertreibt Remus beim Münchener Homeshopping-Unternehmen HSE24 seine eigene Interior- und Deko-Kollektion Finca Blanca by Marcel Remus. 
Seit 2020 ist Marcel Remus auch als (Ferien)-Vermieter auf Mallorca tätig.

## Veröffentlichungen
- Alles anders als alle anderen. Mein Erfolgsgeheimnis – und wie auch du es schaffen kannst. FBV, München 2019, ISBN 978-3-95972-178-3

- Die 39,5 Remus Regeln für mehr Erfolg. FBV, München 2024, ISBN 978-3959727891